# Pobre rico, pobre
Pobre rico, pobre fue una telenovela mexicana, adaptación de la telenovela original colombiana realizada por Caracol Televisión, Nuevo rico, nuevo pobre; esta versión fue realizada por TV Azteca en colaboración con Caracol Internacional, producida por Ángel Mele y protagonizada por Héctor Arredondo, Víctor García y Cinthia Vázquez. Con las participaciones antagónicas de Plutarco Haza, Patricia Vásquez, Rafael Sánchez-Navarro y Fran Meric.
La telenovela reemplazó a Tengo todo excepto a ti en el horario de las 19:30 horas. Empezó a emitirse el 21 de abril de 2008 y finalizó el 9 de enero de 2009.

## Historia
Los destinos de los jóvenes Andrés Ferreira y Brayan Galindo están a punto de cruzarse. El motivo es que una enfermera le confiesa en su lecho de muerte a Antonia Ferreira, una mujer de alta sociedad, que intercambió a su bebé con el de otra mujer cuando la asistió en su parto muchos años atrás en una clínica rural.
Así pues, Brayan, que creció en medio de la pobreza, estaba destinado a ser el heredero de la fortuna Ferreira, mientras que Andrés, rodeado de lujos desde su infancia, debería haber crecido en una familia que lucha día a día para tener qué comer.
La indiferencia y la frialdad de Andrés y la desidia de Brayan hacen que sus respectivos padres, Antonia y Leónidas, intercambien sus vidas para así lograr que los jóvenes rectifiquen y logren ser mejores personas.

## Elenco
- Héctor Arredondo - Andrés Ferreira / Andrés Galindo Romero / Leónidas Galindo (Joven)
- Víctor García - Brallan Galindo Romero / Brallan Ferreira / Bernardo Ferreira
- Cinthia Vázquez - Rosmery Peláez
- Patricia Bernal - Antonia de Ferreira
- Luis Felipe Tovar - Leónidas Galindo
- Plutarco Haza - Maximiliano López Ferreira
- Rafael Sánchez-Navarro - Diego Sandoval / Diego Ferreira Sandoval
- Fran Meric - Claudia
- Patricia Vásquez - Fernanda San Miguel
- María de la Fuente - Liseth
- Andrea Martí - Ingrid Peláez
- José Carlos Rodríguez - Julio de Ross
- Dolores Ugalde - Xóchitl
- Víctor Civeira - Hugo
- David Trillo - Lorenzo
- América Gabriel - Maritza Santoyo
- Carmen Delgado - Lucero Molina
- Verónica Langer - "La Jefa"
- Alan Ciangherotti - Miller
- José Luis Penagos - Fidel Peláez
- Roberto Leyva - Afanador
- Cecilia Piñeiro - Paulina Carrillo
- Laura Padilla - Luisa
- Natalie Schumacher - Antonia Ferreira (Joven)
- Coral De la Vega - Esperanza Romero de Galindo
- Carlos Álvarez - Benavides
- Alejandro Barrios - Julián
- Larissa Mendizábal - Thalía
- Adrián Herrera - Trapito
- Abel Fernando - Detective Marrón
- Fabián Peña - Alfonso Carrillo
- Víctor Luis Zúñiga - Felipollo
- Georgina Tábora - la enamorada de Leónidas

## Versiones
- Pobre rico... pobre es una adaptación de la colombiana Nuevo Rico, Nuevo Pobre, producción realizada en 2007 por Canal Caracol, producida por Mauricio Ruiz y protagonizada por Martín Karpan, John Álex Toro y Carolina Acevedo.
- Pobre rico, realizada por Televisión Nacional de Chile en 2012.